# 小前田站

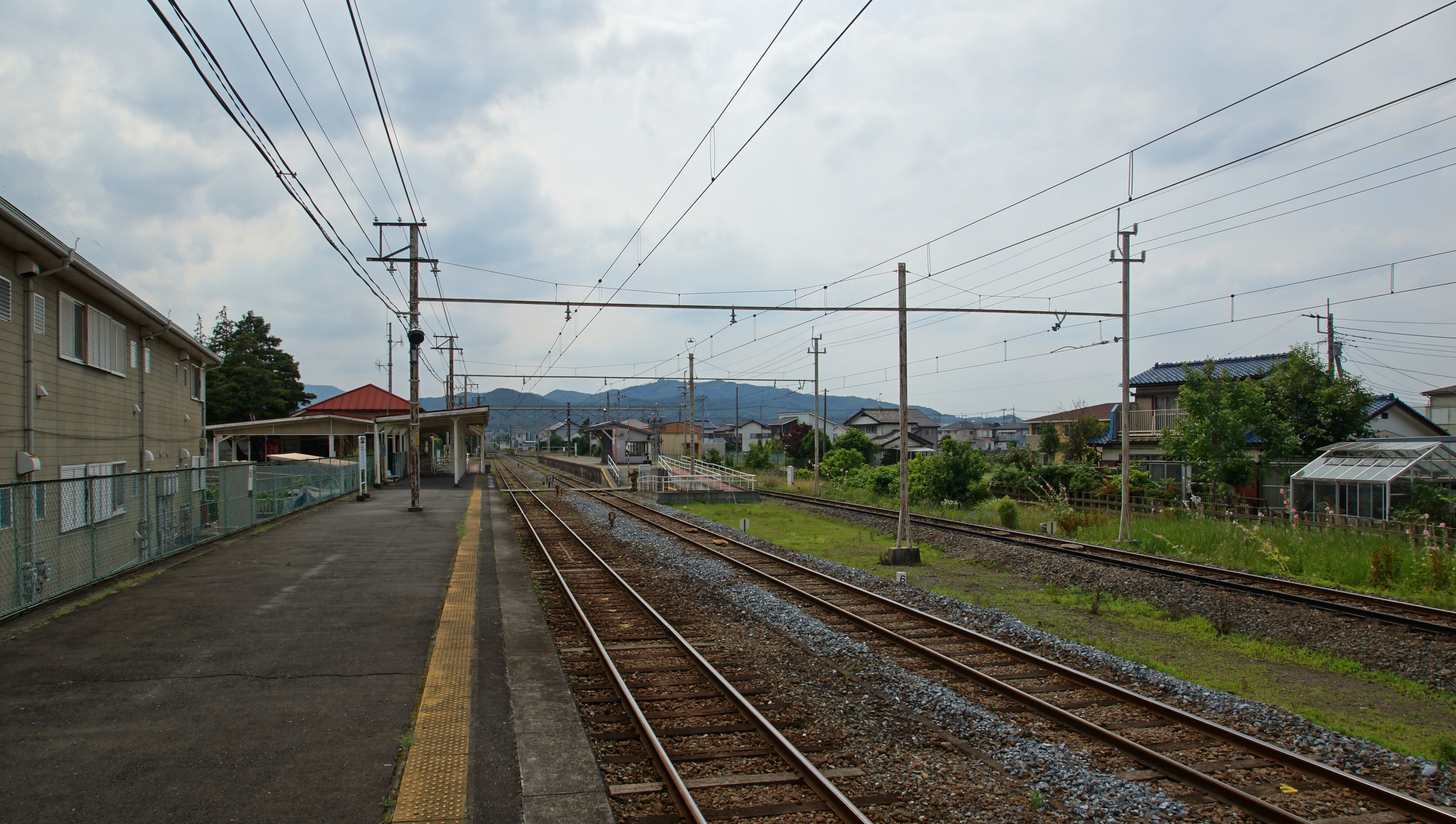
月台（2017年6月）

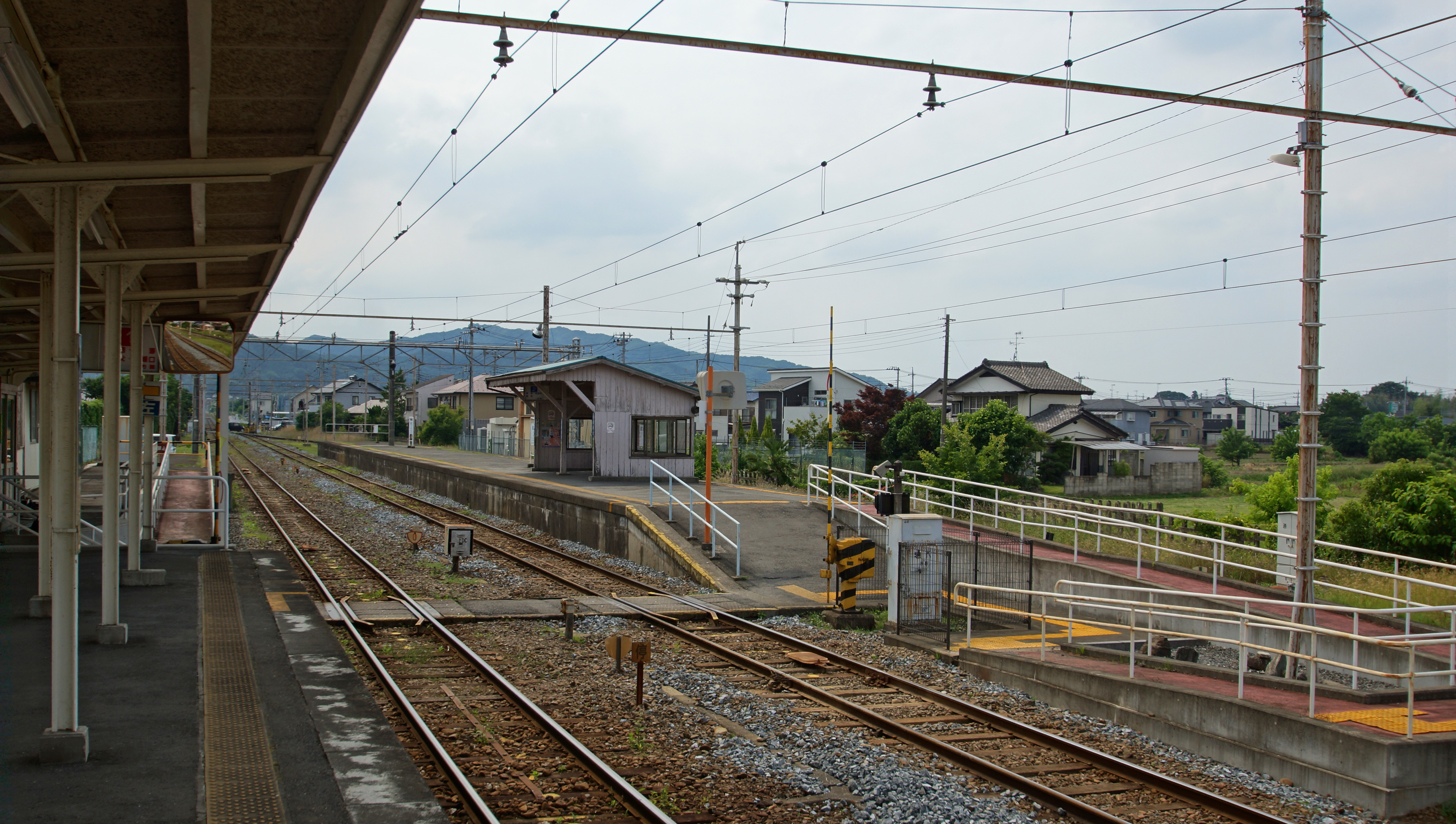
平交道（2017年6月）

小前田站（日语：／ Omaeda eki */?）是位於埼玉縣深谷市小前田1680番1號，秩父鐵道的秩父本線車站。

## 歷史
- 1901年（明治34年）10月7日 - 車站啟用。

## 車站構造
本站是地面車站，設有1面1線的單式月台和1面2線的島式月台。此站是由寄居站管理的業務委託車站。車站職員當值時間為平日7:00～20:00，星期六日7:00～19:00。廁所（濕廁）位於檢票口外。此站也設有列車會等待急行「秩父路」通過。

### 月台
| 月台 | 路線    | 方向                         |
| ---- | ------- | ---------------------------- |
| 1    | ■秩父線 | 寄居、長瀞、秩父、三峰口方向 |
| 2    | ■秩父線 | 熊谷、行田市、羽生方向       |

## 使用狀況
- 在2018年度1日平均乘車人次為538人。

| 年度               | 1日平均 乘車人次 |
| ------------------ | ---------------- |
| 2009年（平成21年） | 598              |
| 2010年（平成22年） | 558              |
| 2011年（平成23年） | 533              |
| 2012年（平成24年） | 537              |
| 2013年（平成25年） | 545              |
| 2014年（平成26年） | 548              |
| 2015年（平成27年） | 536              |
| 2016年（平成28年） | 532              |
| 2017年（平成29年） | 556              |
| 2018年（平成30年） | 538              |

## 車站周邊
- 深谷市政廳花園綜合分所（舊・花園町（日语：花園町）公所）
- 寄居警署（日语：寄居警察署）小前田駐在所
- 深谷市花園公民館
- 花園兒童情報交流圖書館
- JA花園農業協同組合本所
- 深谷市立花園中學
- 深谷市立花園小學
- 花園郵局
- 埼玉縣道175號小前田兒玉線（日语：埼玉県道175号小前田児玉線）

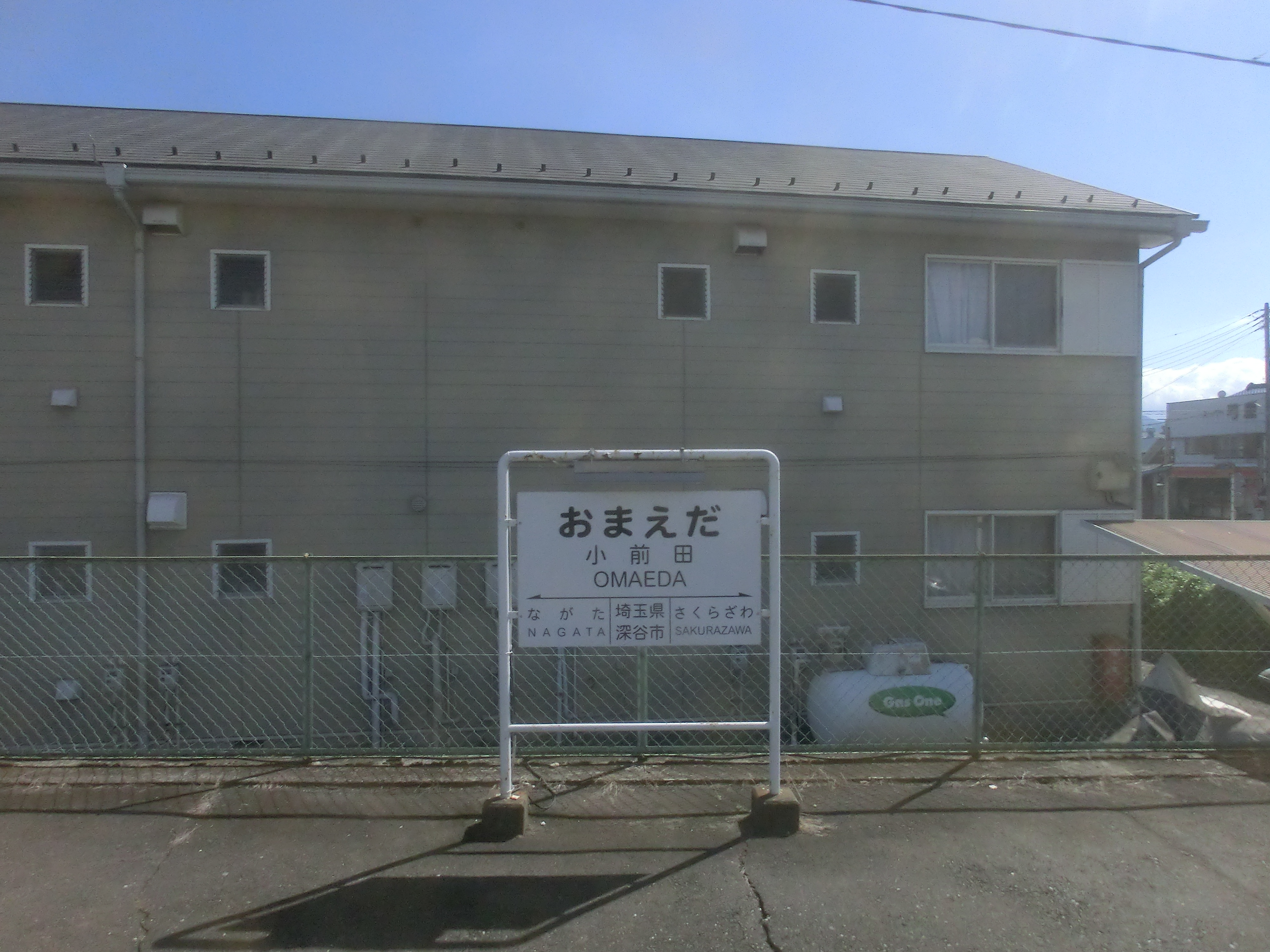
秩父鉄道秩父本線 小前田站的站名牌

- 國道140號
- 花園森林（日语：花園フォレスト）
- 深谷市花園文化會館Adonis
- 三菱電機家居機器總部

## 其他
此站名以假名標記為，在電子顯示牌與車內播放會說出/顯示出，中文意思原本解釋為「下一站是小前田」，但是以相同日文發音，也可譯作「接下來是你」，在廣播時有著一個受到威脅的意味。這個奇特的地名被媒體報導了。

## 相鄰車站
秩父鐵道
秩父本線
SL「Paleo Express」、急行「秩父路」
通過
普通
深谷花園－小前田－櫻澤

## 注腳
1. ↑  ｢大ボケ｣｢お前だ｣｢やだ｣…おもしろ駅名10選 （页面存档备份，存于）（日語） - 東洋經濟Online，2016年9月26日

## 外部連結
- 車站情報 小前田站（秩父鐵道） （页面存档备份，存于）（日語）